# Vijvermossel
De vijvermossel (Anodonta anatina) is een tweekleppigensoort uit de familie Unionidae. De wetenschappelijke naam van de soort is gepubliceerd in 1758 door Linnaeus in de tiende editie van Systema naturae. 

## Kenmerken
De binnenkant van de schelp heeft een matte parelmoerkleurige glans, die hem onderscheidt van Anodonta cygnea, die een glinsterende binnenkant heeft. Verdere onderscheidende kenmerken van de twee Anodonta-soorten zijn het driehoekige schild, dat sterker aanwezig is bij de vijvermossel.
Rechter en linker klep van hetzelfde exemplaar:

Rechter klep
Linker klep